# Plancoët (eau)
Pour les articles homonymes, voir Plancoët (homonymie).
Plancoët est une marque d'eau minérale naturelle provenant de Plancoët, dans les Côtes-d'Armor. 

## Source
Plancoët jaillit au lieu-dit Sassay, dans le quartier de Nazareth, à Plancoët. Les 96 hectares qui environnent la source sont protégés des activités agricoles depuis les débuts de son exploitation commerciale. Les habitants de la commune peuvent venir s'y servir librement.

## Historique
Le docteur Chambrin, maire de la ville au début du XXe siècle, s'intéresse à cette eau. En 1928, il obtient sa reconnaissance comme eau minérale naturelle[réf. nécessaire]. Elle est d'abord vendue sous l'appellation « eau de table de Nazareth » aux curistes de la région de Dinard.
Ses ventes augmentent à partir des années 1950.
En 1992, elle passe sous le contrôle du groupe Nestlé. Depuis 2011, une eau gazeuse est vendue.
En 2014, elle est vendue au Groupe Ogeu (anciennement SEMO groupe).

## Chiffres
L'usine d'embouteillage est alimentée par trois forages à 120 mètres de profondeur. Ils produisent 15 millions de bouteilles.
L'usine produit également des bouteilles vendues sous la marque Sainte-Alix.

## Composition analytique
- pH : 4,6
- Plancoët appartient au groupe des eaux très peu minéralisées
- Résidu sec à 105 °C : 267 mg/L

| Éléments             | Concentration en mg/L |
| -------------------- | --------------------- |
| Calcium (Ca2+)       | 24                    |
| Magnésium (Mg2+)     | 16                    |
| Sodium (Na+)         | 32                    |
| Potassium (K+)       | 4,9                   |
| Sulfates (SO42−)     | 50                    |
| Bicarbonates (HCO3−) | 121                   |
| Nitrates (NO3−)      | 0                     |
| Chlorures            | 38                    |

Dans une étude datant de 2011, le WWF France écrit que « sur 15 sites (eaux minérales et eaux de source confondues), deux eaux embouteillées ne contiennent aucune des molécules recherchées, dans les limites de quantification. Il s’agit de 2 eaux régionales : Plancoët en Bretagne et Matouba en Guadeloupe », les molécules recherchées étant certains micro-polluants.